# Gary Neville
Gary Neville vagy Gary Alexander Neville (Bury, 1975. február 18. –) angol labdarúgó, a Manchester United korábbi játékosa, csapatkapitánya. Testvére, Phil Neville szintén labdarúgó, ő az Everton csapatát erősítette. A hatodosztályban érdekelt Salford City társtulajdonosa, Phillel és volt csapattársaival (Ryan Giggs, Nicky Butt, Paul Scholes) együtt.

## Pályafutása

### Manchester United
Neville 1991-ben került a Manchester United ifiakadémiájára. Már első szezonjában csapatkapitányként vezette a fiatalokat, akik megnyerték az FA Youth Cup-ot. 1992 szeptemberében, a Torpedo Moszkva ellen debütált a felnőtt csapatban, az UEFA-kupában. Egyszerre írt alá profi szerződést Ryan Giggsszel, David Beckhammel, Nicky Butt-tal és Paul Scholesszal. 1994-ben kiszorította a csapatból a tapasztalt Paul Parkert.
2005 decemberében, Roy Keane távozása után ő kapta meg a csapatkapitányi karszalagot. 2006-ban 5000 fontos büntetést kapott, amiért egy Liverpool elleni rangadón az ellenfél szurkolói előtt ünnepelte csapata győztes gólját. 2007 márciusában olyan súlyosan megsérült egy Bolton Wanderers elleni meccsen, hogy egészen 2008. április 9-ig, egy AS Roma elleni Bajnokok Ligája-meccsig kellett várni a visszatérésére. A Manchester United eljutott a BL döntőjébe, de Neville nem volt a nevezettek között, így ő csak a győzelem utáni ünneplésnél csatlakozhatott csapattársaihoz.
2008. augusztus 10-én Neville kezdőként lépett pályára a Community Shield döntőjében. 17 hónap után ez volt az első alkalom, hogy nem csereként állt be. Nem sokkal később 2010 nyaráig meghosszabbította szerződését a Vörös Ördögökkel.

## Válogatott
Neville 1995-ben, egy Japán elleni barátságos meccsen mutatkozhatott be az angol válogatottban. Az 1996-os Eb-n ő volt Anglia legfiatalabb játékosa, aki rendszeresen pályára lépett. Az elődöntőt eltiltás miatt ki kellett hagynia, az angolok végül ki is estek a korábbi győztes németek ellen.
Az 1998-as vb-n és a 2000-es Eb-n is szerepelt, a 2002-es vb-t viszont lábtörés miatt ki kellett hagynia. A 2004-es Eb-n és a 2006-os vb-n viszont már ott lehetett, utóbbin egy sérülés miatt mindössze két meccsen játszhatott.
2009. május 24-én Fabio Capello behívta őt a Kazahsztán és Andorra elleni vb-selejtezőkre, de egyik találkozón sem léphetett pályára.

## Edzői statisztika
2016. március 30-án lett frissítve.
| Csapat   | Nemzet   | –tól              | –ig               | Mérleg     | Mérleg | Mérleg | Mérleg | Mérleg | Mérleg | Mérleg | Mérleg | Mérleg |
| M        | GY       | D                 | V                 | Győzelem % | RG     | KG     | GK     |        |        |        |        |        |
| -------- | -------- | ----------------- | ----------------- | ---------- | ------ | ------ | ------ | ------ | ------ | ------ | ------ | ------ |
| Valencia | spanyol  | 2015. december 2. | 2016. március 30. | 28         | 10     | 7      | 11     | 35.71  | 39     | 38     | +1     |        |
| összesen | összesen | összesen          | összesen          | 28         | 10     | 7      | 11     | 35.71  | 39     | 38     | +1     |        |

## Sikerei, díjai
- Angol bajnok (9-szer): 1995/96, 1996/97, 1998/99, 1999/00, 2000/01, 2002/03, 2006/07, 2007/08, 2008/09
- FA Kupa-győztes (3-szor): 1996, 1999, 2004
- Ligakupa-győztes (2-szer): 2006, 2009
- FA Community Shield-győztes (5-ször): 1996, 1997, 2003, 2007, 2008
- Bajnokok Ligája-győztes (2-szer): 1999, 2008
- Interkontinentális kupagyőztes(ezt váltotta fel a klub-vb) (1-szer): 1999
- FIFA-klubvilágbajnok-győztes (1-szer): 2008

## Személyes információk
Gary testvére, Phil Neville is labdarúgó, Nővére, Tracey Neville is sportoló (netball játékos). Gary Neville barátnője Emma Hadfield. 2007. június 16-án házasodtak össze; Steven Gerrard (Gary csapattársa az angol válogatottban) is ugyanezen a napon tartotta esküvőjét.

## Külső hivatkozások
- Gary Neville pályafutásának statisztikái a Soccerbase oldalon (angolul)

- Gary Neville adatlapja a Manchester United honlapján
- Gary Neville adatlapja a StretfordEnd.co.uk-on
- Gary Neville válogatottbeli statisztikái a FIFA.com-on Archiválva 2009. március 7-i dátummal a Wayback Machine-ben

| Előző Roy Keane | a Manchester United FC csapatkapitánya 2005–2011 | Következő Nemanja Vidić |